# قاسم قشلاقي (بالغلو)
قاسم قشلاقي (بالفارسية: قاسم قشلاقی) هي منطقة سكنية تقع في إيران في قسم بالغلو الريفي. يقدر عدد سكانها بـ 131 نسمة .